# حمله انتحاری بغلان ۱۳۸۶
حمله انتحاری ولایت بغلان افغانستان خونین‌ترین حمله انتحاری تاریخ این کشور است * که منجر به کشته شدن دهها تن گردید.
رییس شفاخانه (بیمارستان) بغلان گفته‌است در این حادثه ۹۷ تن کشته و ۱۱۰ تن زخمی شده‌اند، اما مسوولین دولتی کشته شدن ۷۳ تن و زخمی شدن نزدیک به ۱۰۰ تن را تأیید کرده‌اند.

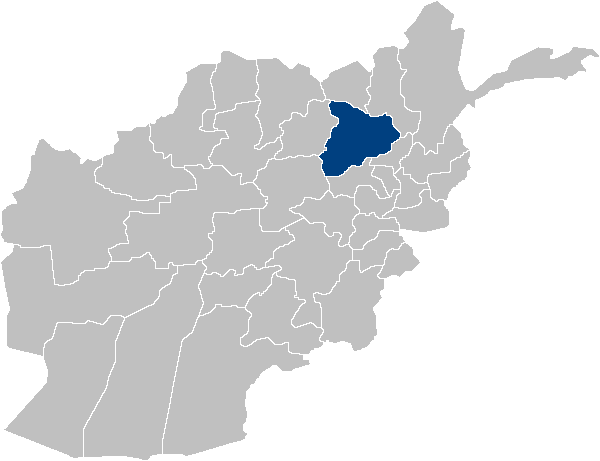
نقشه استان بغلان افغانستان

## چگونگی حادثه
حادثه ساعت ۴:۱۵ روز سه شنبه ۱۵ عقرب (آبان) سال ۱۳۸۶ خورشیدی در شهر پلخمری مرکز ولایت بغلان زمانی بوقوع پیوست که هیئت اقتصادی پارلمان افغانستان به ریاست سید مصطفی کاظمی رئیس کمسیون اقتصاد ملی پارلمان آن کشور برای افتتاح شرکت دوباره بازسازی شدهٔ منطقه بغلان صنعتی به آن منطقه رفته بودند.
شاهدان این رویداد می‌گویند:" انتحار کننده خود را در میان کسانی که برای پذیرایی از هیئت پارلمانی صف کشیده بودند انفجار داد.
سید باقر پسر کاکای (پسر عموی) سید مصطفی کاظمی که در این رویداد با او یکجا بود، به خبرنگاران گفت :«شخصی که طفلی را به همراه داشت به آقای کاظمی نزدیک شده و از او خواست تا گل را از دست طفل بگیرد که در همین لحظه انفجار رخ داد.»
او افزود:"این شخص چهره سیاه داشت و زمانی که آقای کاظمی خم شده دستش را بسوی طفل دراز کرد، انفجار مهیب رخ داد و در همان دقایق اولیه آقای کاظمی و پنج تن از محافظانش کشته شدند.

## مرگبارترین حادثه
این مرگبارترین حادثه از زمان سقوط طالبان در افغانستان خوانده شده‌است که بر علاوه اعضای پارلمان افغانستان کودکان نیز شامل کشته شده گان بوده‌اند.

## مرگ اعضای پارلمان
گمانه زنی‌های وجود دارد که اعضای پارلمان افغانستان هدف اصلی انتحار کننده بوده‌اند.
۶ تن از اعضای کمسیون اقتصاد ملی پارلمان در این حادثه کشته شدند که عبارت اند از:
۱ - سید مصطفی کاظمی نماینده مردم کابل در پارلمان
۲ - صبغت الله ذکی نماینده مردم تخار در پارلمان
۳ - صاحب الرحمن همت نماینده مردم کنر در پارلمان افغانستان
۴ - انجنیر عبدالمتین نماینده مردم هلمند در پارلمان
۵ - نازکمیر سرفراز نماینده مردم کندز در پارلمان
۶ - محمد عارف ظریف نماینده مردم کابل در پارلمان

## مرگ دانش آموزان
بر اساس گفته‌های رسانه‌های مختلف بیشتر از ۶۰ تن از کشته شده گان حادثه بغلان را دانش اموزان یک مدرسه دولتی که برای پذیرایی و استقبال از اعضای ولسی جرگه به محل آمده بودند، تشکیل می‌دادند.
تلویزیون ملی افغانستان و تلویزیون آریانا تصاویری را پخش نمودند که از یک زن و شوهر بغلانی ۳ فرزندشان در این حادثه کشته شده بودند.
حامد کرزی رئیس جمهوری افغانستان طی حکمی اشتراک محصلین موسسات تحصیلات عالی و متعلمین کشورش را در محافل تشریفاتی و استقبالی ممنوع اعلام نمود و وزارت معارف (آموزش پرورش) افغانستان در پی این حادثه اعلان کرد که دیگر هیچ مدرسه‌ای در افغانستان حق ندارد تا از دانش آموزان به عنوان استقبال کننده گان مقامات دولتی و سیاسی استفاده کند.

## ابهامات
هیچ گروهی حتی طالبان مسوولیت این حملهٔ انتحاری را به عهده نگرفتند.
برهان الدین ربانی، رهبر اپوزیسیون سیاسی در پارلمان افغانستان، روز چهارشنبه ۱۶ عقرب (آبان) ۱۳۸۶ خورشیدی گفت:" که اکثر شش وکیل پارلمان و محافظین شان بعد از انفجار بغلان مورد اصابت گلوله قرار گرفته بودند. وی خواستار تشکیل کمیسیون تحقیق با شرکت ناظران داخلی و بین‌المللی گردید.
دولت افغانستان، افراد وابسته به گلبدین حکمتیار رهبر حزب اسلامی افغانستان و طالبان از مظنونین این حادثه بشمار می‌روند.

## واکنش جهانی
این حمله با محکومیت شدید بین‌المللی روبرو شد.
بانکی مون سرمنشی سازمان ملل متحد دربیانیه‌ای حمله انتحاری بالای وکلای پارلمان دربغلان را تقبیع نمود.
شورای امنیت سازمان ملل متحد نیز حمله تروریستی در ولایت بغلان را تقبیح نمود
جرج بوش رئیس‌جمهور آمریکا طی تماس تلفنی با حامد کرزی رئیس‌جمهور افغانستان حمله انتحاری در بغلان را محکوم کرد.
سخنگوی کاخ سفید نیز گفت:«حمله یک عمل بزدلانه و مذموم بوده‌است.»
روسیه نیز حمله انتحاری بغلان را یک عمل بزدلانه توصیف کرد.
آلمان نیز در میان کشورهای اروپایی گفت:«که حمله با هدف فراری دادن کمک‌های بین‌المللی که برای بازسازی افغانستان به کار گرفته می‌شود انجام شد.»
صدراعظم ایتالیا وزیرخارجه کانادا نیزدربیانات خود حمله انتحاری دربغلان را تقبیع نموده‌اند.
وزارت خارجه جاپان (ژاپن) نیز گفته‌است:«کشورش از حمله انتحاری در بغلان افغانستان شوکه و خشمگین شده‌است.»
سفارت ایران در افغانستان نیز این حمله محکوم کرد و گفت:" هایتی برای ابراز تسلیت از مجلس ایران به افغانستان خواهد آمد.
وزارت امور خارجه ترکیه نیز روز چهارشنبه حمله انتحاری در ولایت «بغلان» افغانستان را به عنوان یک حرکت تروریستی محکوم کرد.
نخست وزیرایتالیا و وزیرخارجهٔ کانادا نیزدربیانات خود حمله انتحاری دربغلان را تقبیع نموده‌اند.

## عزای عمومی
رئیس جمهور افغانستان در اطلاعیه‌ای، انفجار بغلان را کار دشمنان صلح و امنیت کشورش خواند.
آقای کرزی گفت:«که این افراد، »به منظور یک کار خیر (افتتاح کارخانه بازسازی شده قندسازی) جمع شده بودند تا با افتتاح آن کارخانه، بغلان دیگر محتاج بیگانگان نباشد".
رییس جمهور افغانستان به نشانه احترام به کشته شدگان انفجار بغلان، سه روز عزای ملی اعلام کرد.

## پیگیری حادثه
حامد کرزی رئیس‌جمهور افغانستان به وزارت‌های دفاع، داخله و دیگر مسوولین دولتی افغانستان وظیفه سپرد تا در تحقیق حادثه، انتقال و تداوی مجروحین اقدام عاجل نمایند.
همچنان پارلمان افغانستان اعلان کرد که که تعدادی از نماینده گان را جهت بررسی این موضوع با گروه حقیقت یاب دولت ادغام می‌کند.

## واکنش پارلمان افغانستان
پارلمان افغانستان پس وقوع حادثه بغلان بلافاصله نشست اضطراری را تشکیل داد و از رسانه‌های صوتی و تصویری افغانستان خواست به احترام به "مقام والای شهداً برنامه‌های اختصاصی را به نشر بسپارند.
پارلمان افغانستان در این نشست اضطراری از حکومت افغانستان به عنوان مسئول مستقیم امنیت و آرامش ملت، نام برد و گفت :"دولت وظیفه دارد از تمام امکانات لازم بهره برده و برای برقراری امنیت، پلان‌ها و پالیسی‌های مفید و مناسب را روی دست گرفته و در خصوص این حادثه دردناک، با تلاش مستمر و مؤثر، عوامل و اسباب این حادثه المناک را شناسایی و به زودترین فرصت ممکن، عاملین آن را مجازات نماید.
پارلمان افغانستان همچنان اعلان کرد که هیئت با صلاحیتی از ولسی جرگه توظیف شد تا در کنار حکومت علل و ابعاد این حادثه را بررسی نموده و گزارش خویش را به ولسی جرگه ارائه نماید.
در این نشست از سوی اعضای پارلمان افغانستان خواسته شد تا مراسم فاتحه خوانی کشته شده گان این حادثه به صورت رسمی در مرکز، ولایات و نمایند گیهای سیاسی افغانستان در خارج منعقد گردد.

## واکنش شورای بزرگان
مشرانوجرگه یا شورای بزرگان افغانستان حمله را به ISI (سازمان جاسوسی پاکستان) نسبت داد.
پاکستان در روزهای حمله بغلان در وضعیت حکومت نظامی به سر می‌برد.

## جستارهای داخلی
سید مصطفی کاظمی
رویدادهای تاریخ افغانستان: دوران پس از طالبان
قربانیان حملات انتحاری ۱۳۸۶ خورشیدی
ولایت بغلان
مجاهدین افغان
افغانستان
پارلمان افغانستان